# Кольме
Кольме́ (фр. Colmey) — коммуна во французском департаменте Мёрт и Мозель региона Лотарингия. Относится к  кантону Лонгийон.	

## География
Кольме расположен в 60 км к северо-западу от Меца и в 100 км к северо-западу от Нанси. Соседние коммуны: Виллет на севере, Лонгийон на юго-востоке, Гран-Фейи и Пети-Фейи на юго-западе, Виллер-ле-Рон и Шаранси-Везен на северо-западе.

## История
- Деревня была в исторической провинции Барруа.
- В 1811 году к Кольме был присоединён Флабёвиль, коммуна, которая была основана в галло-романский период и называлась вилла Фабия (лат. Fabiis Villa).

## Демография
Население коммуны на 2010 год составляло 293 человека.
| 1962 | 1968 | 1975 | 1982 | 1990 | 1999 | 2010 |
| ---- | ---- | ---- | ---- | ---- | ---- | ---- |
| 332  | 341  | 315  | 321  | 273  | 245  | 293  |

## Достопримечательности
- Замок с крепостью де Мартиньи, сооружён в 1573 году.
- Церковь Сен-Жиль и Сен-Юбер во Флабёвилле, построена в XVI века, неф и хоры XVIII, фортификационные элементы. Часовня Сен-Юбер XV—XVI веков.
- Церковь Вознесения Богородицы, построена в 1878 году, заменила более старую церковь 1767 года, от которой осталось два внутренних уровня и колокольня.

## Галерея

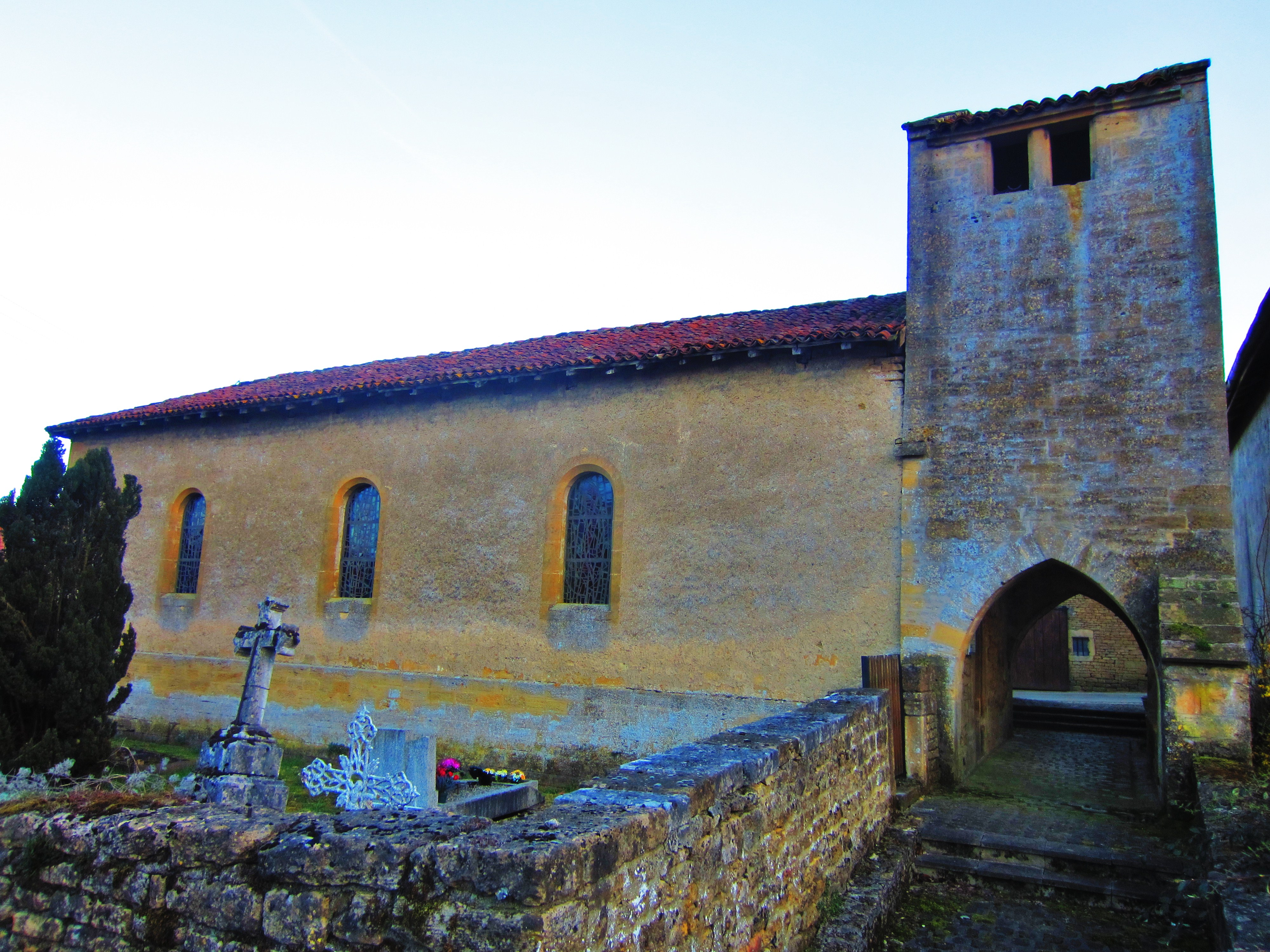
Церковь Сент-Юбер во Флабёвилле.
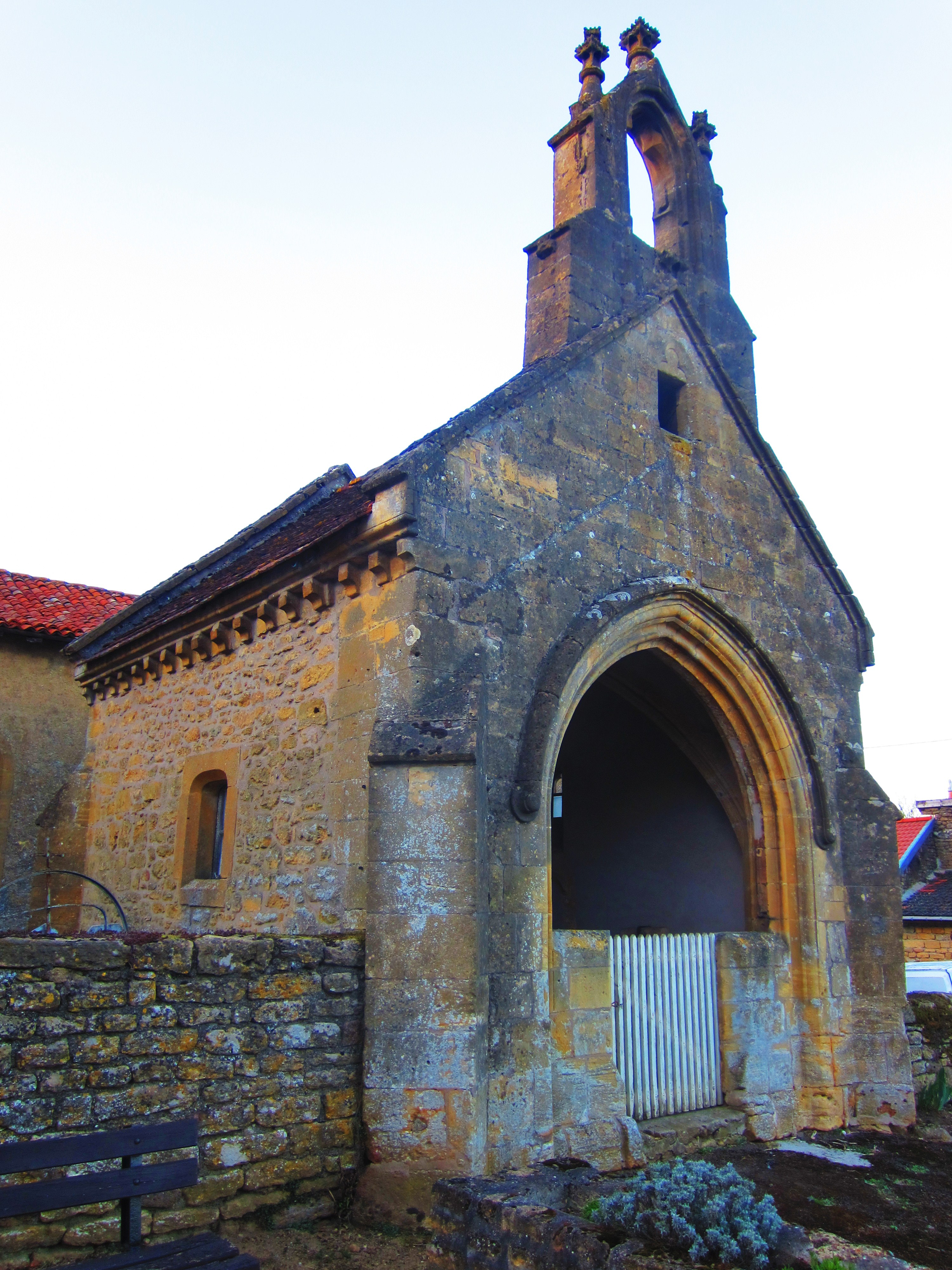
Часовня Сент-Юбер во Флабёвилле.
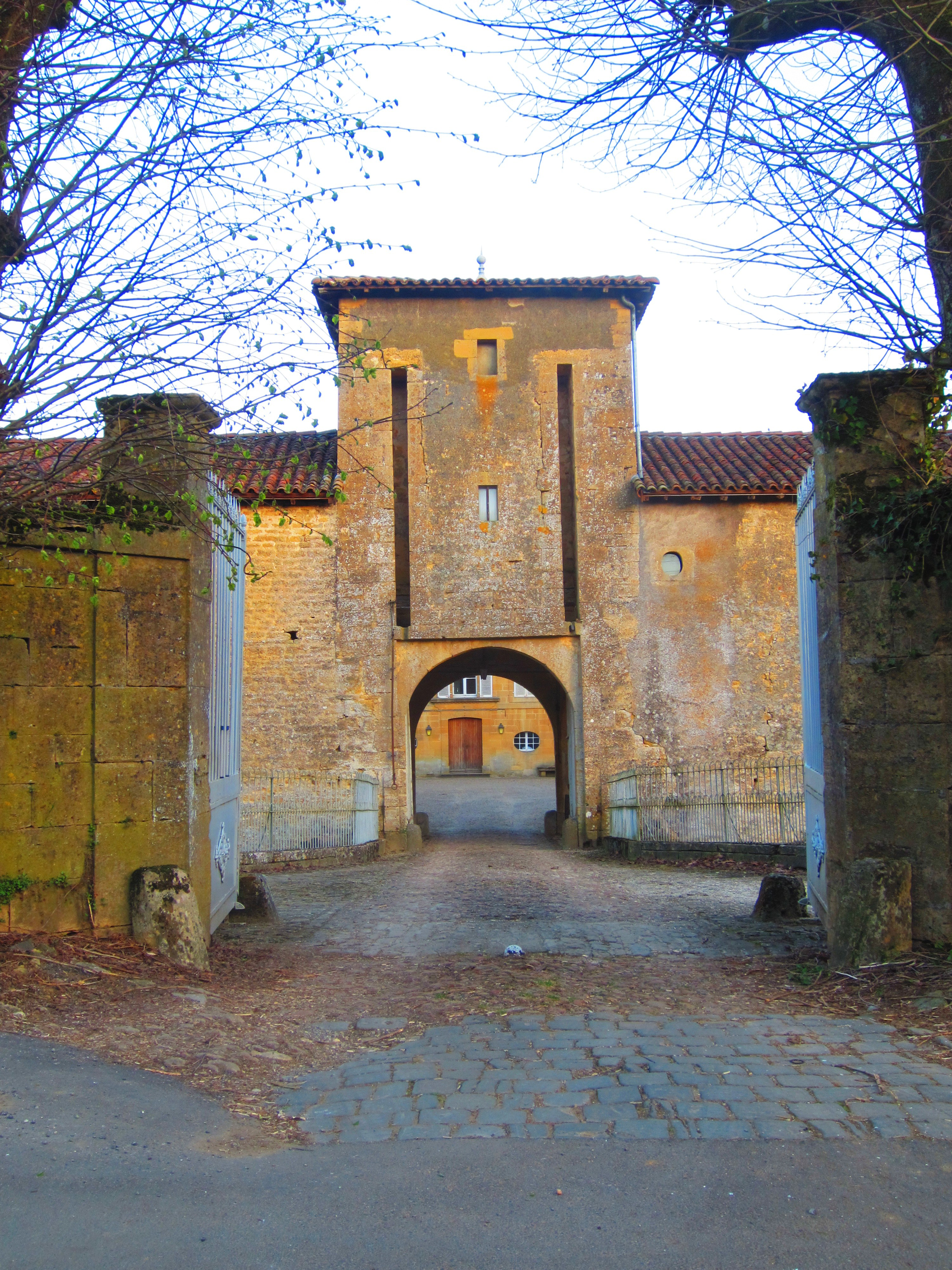
Ворота крепостного замка Мартиньи.